# ヘルムシュタット＝バーゲン
ヘルムシュタット＝バーゲン (ドイツ語: Helmstadt-Bargen) は、ドイツ連邦共和国バーデン＝ヴュルテンベルク州ライン＝ネッカー郡に属す自治体（町村）で、ヴァイプシュタット自治体行政連合およびブルンネンレギオン観光地域に所属する。

## 地理

### 位置
ヘルムシュタット＝バーゲンは、クライヒガウの丘陵地域が小オーデンヴァルトに移行する場所に位置する。町域を5つの小川、シュヴァルツバッハ川、ヴォレンバッハ川、フォルシュトバッハ川、ゴイルバッハ川、ヴァルトシャフトバッハ川（フィートリープバッハ川）が流れている。

### 隣接する自治体
ヘルムシュタット＝バーゲンに隣接する自治体は、北から時計回りに、アグラスターハウゼン、オーブリヒハイム、ヒュッフェンハルト（以上、いずれもネッカー＝オーデンヴァルト郡）、バート・ラッペナウ（ハイルブロン郡）、ネッカービショフスハイム、ヴァイプシュタット、エプフェンバッハ、ライヒャルツハウゼン（以上、いずれもライン＝ネッカー郡）である。

### 自治体の構成
この町は、町名の由来となったヘルムシュタット地区、バーゲン地区とフリンスバッハ地区からなる。

## 歴史
1970年にフリンスバッハはヘルムシュタットに合併した。自治体ヘルムシュタット＝バーゲンは、バーデン＝ヴュルテンベルク州の自治体再編に伴い、1975年1月1日にヘルムシュタットとバーゲンが合併して成立した。

### ヘルムシュタット
ヘルムシュタットは、792年のロルシュ文書の書類に初めて登場する。この村は、遅くとも13世紀には、村の名前の由来になった貴族家ヘルムシュタット家の本拠地となった。この貴族家は、プファルツ選帝侯の高権下にあり、後には帝国レーエンとして統治権を有した。精神障害を病んだヴァオルフ・アダム・ヘルムシュタットが1694年に子どもを遺さないまま亡くなり、この村はヴォルフ・アダムの妹マリア・マグダレーナの夫にあたるヨハン・フィリップ・ベルリヒンゲンに皇帝から授けられた。これに対して、法的に正当なレーエンの継承者であるビショフスハイム系ヘルムシュタット家は訴訟を起こした。同じ年、ヘルムシュタットの城はフランス軍によって破壊されている。1803年にこの村はバーデン大公領となった。

### バーゲン

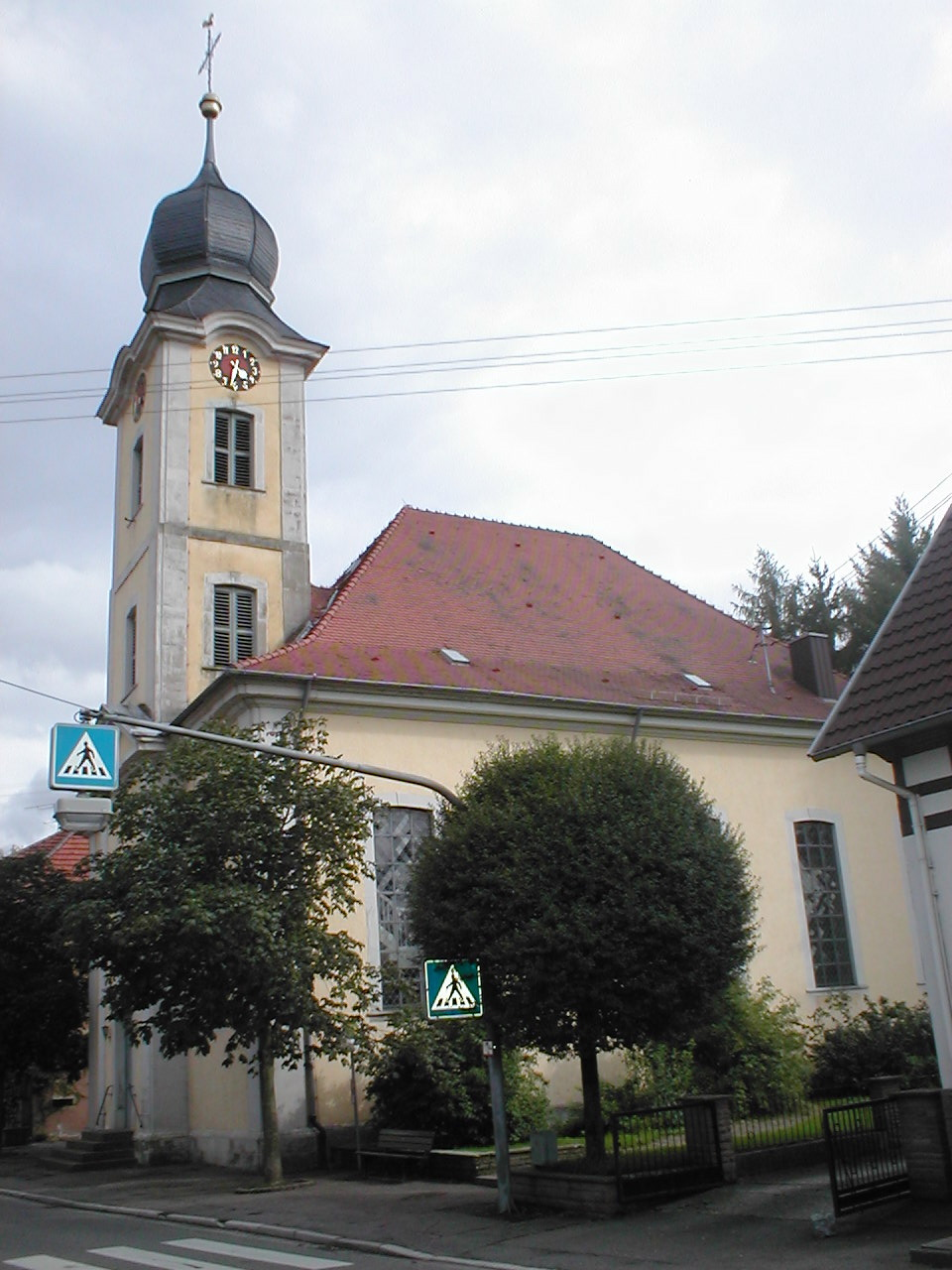
プロテスタント教会
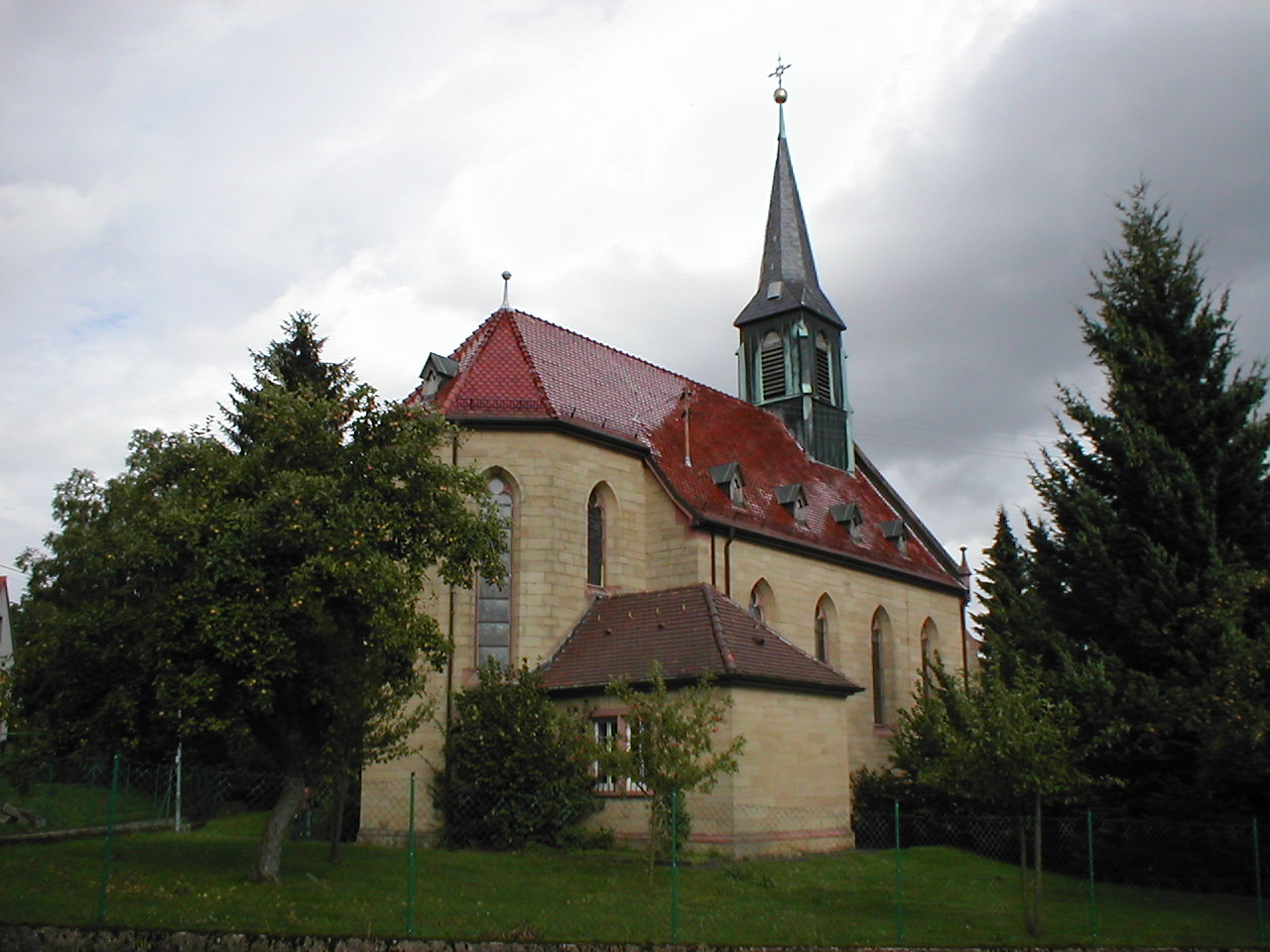
カトリック教会
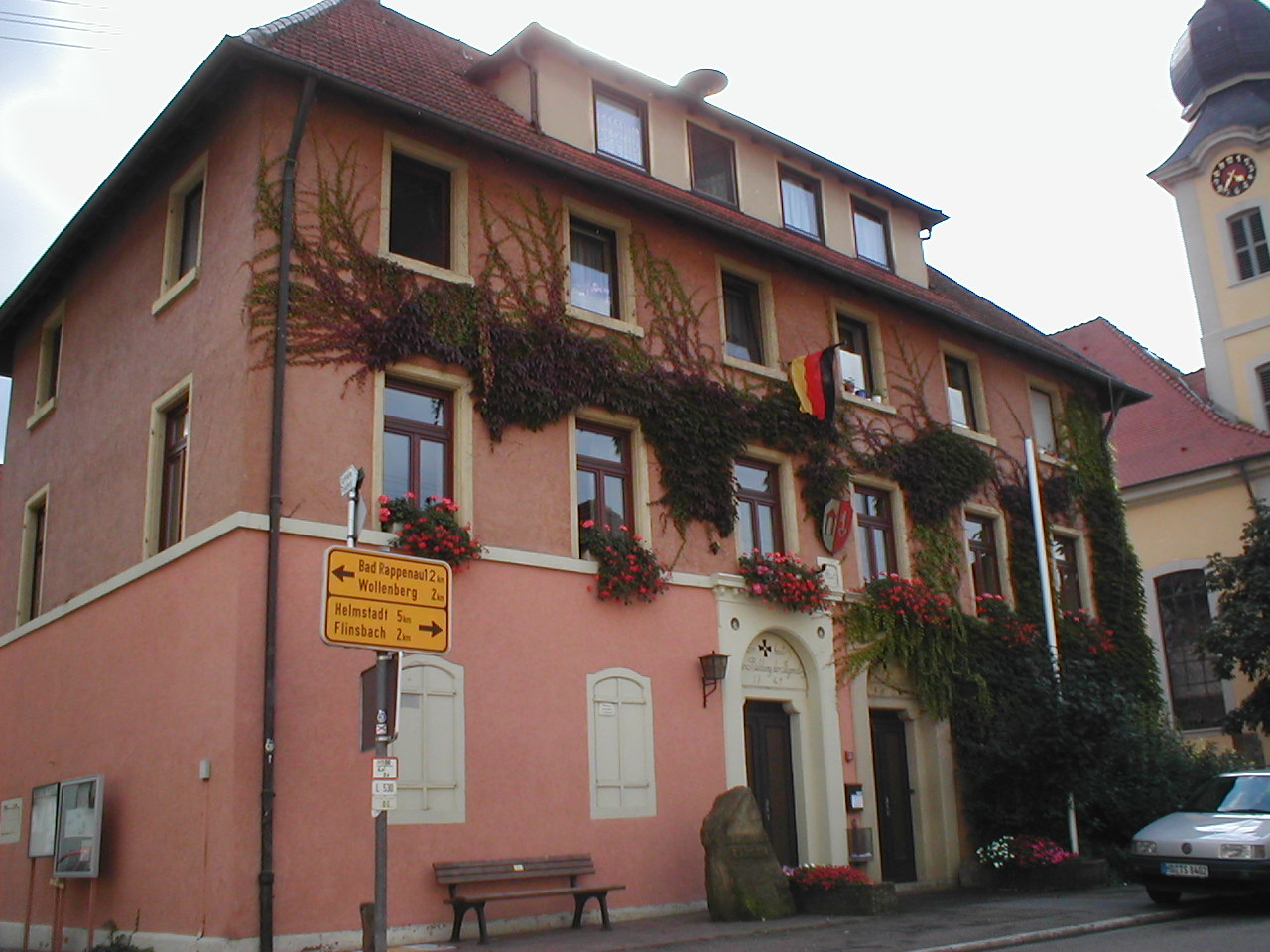
1841年建造の旧村役場
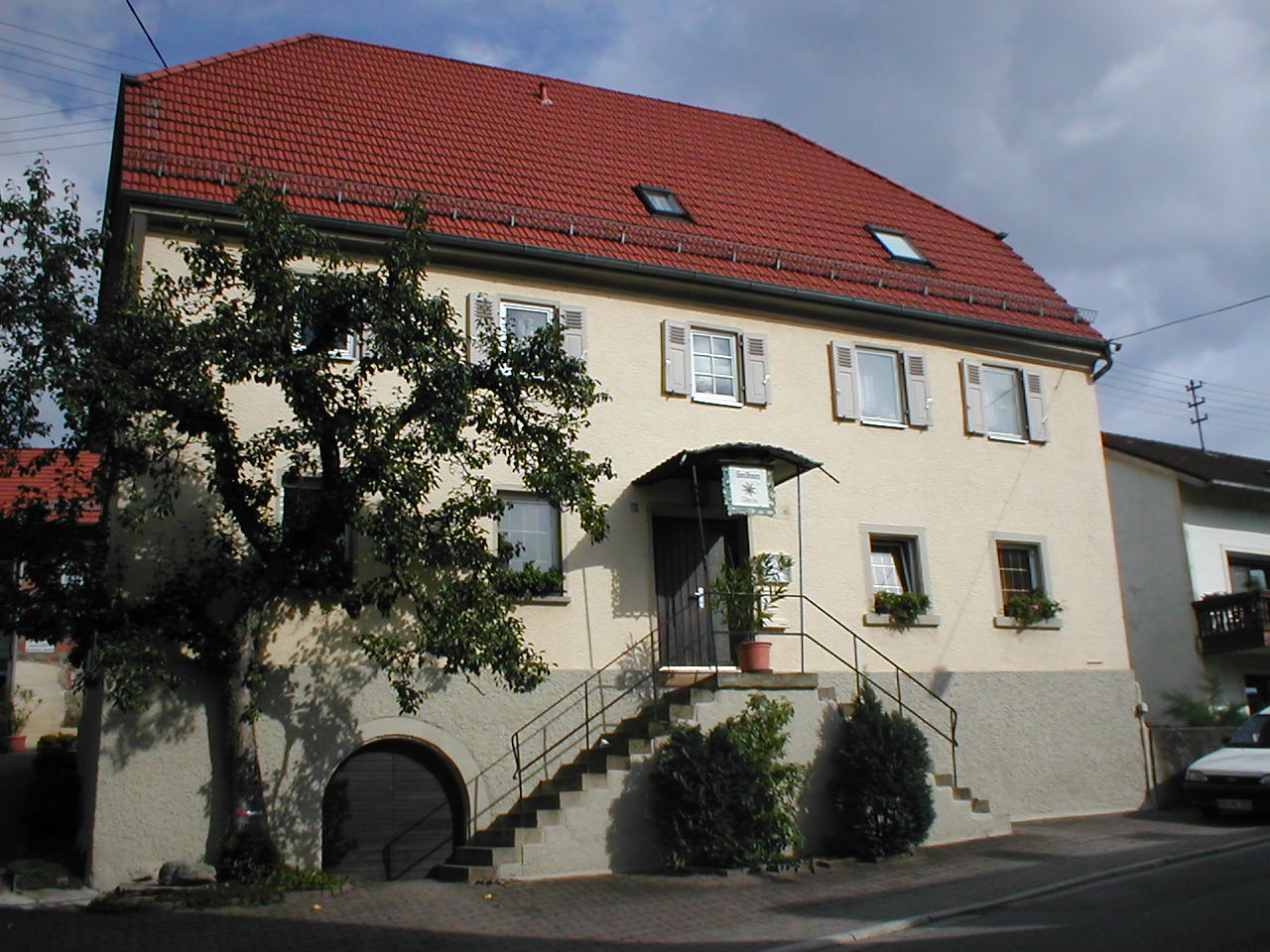
旅館「シュテルン」
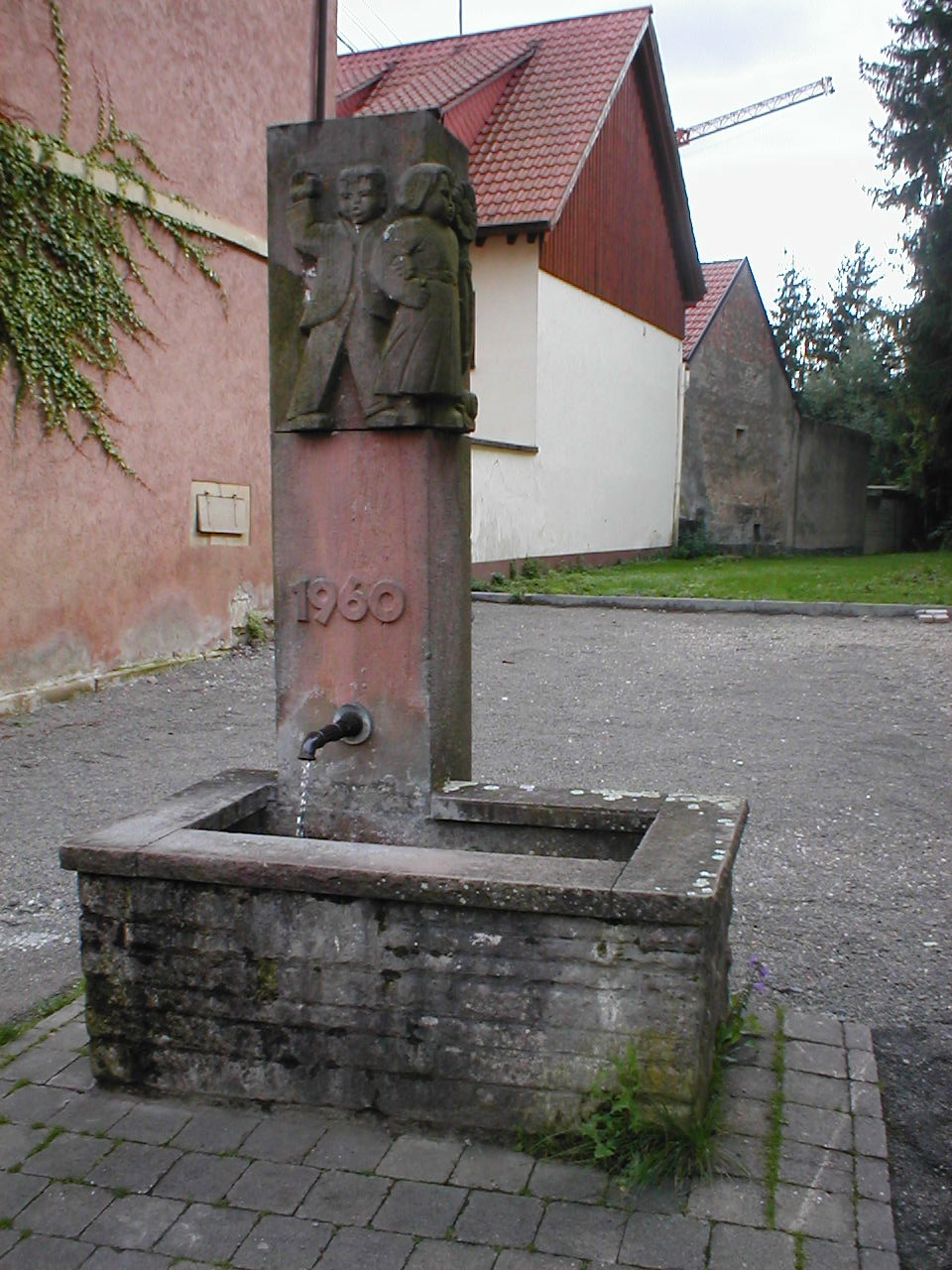
村の泉

バーゲンは600年頃にフランケンの独立農場として創設され、やはり792年から793年の年の変わり目にロルシュ文書に初めて登場する。この村は、Stüber Zentの一部として1380年からバーデン大公領に移されるまでプファルツ選帝侯領に属した。バーゲンと、元々はバーゲンに従属する小集落であったヴォレンベルク（現在はバート・ラッペナウの一部）の統治権は、ヴォルムス司教からエーレンベルク家に委託されていた。エーレンベルク家の断絶後、1647年にヴォルムスはこのレーエンを分割し、ヴォレンベルクをゲンミンゲン家に、バーゲンを異なるいくつかのレーエン領主に分け与えた。ヴォルムスは、1719年から1803年までの間、バーゲンの統治権を取り上げ、直轄地とした。
1952年4月末、バーゲンの新しい学校建設の際に4つの墓が出土した。当時のバーデン＝ヴュルテンベルク州文化財保護局の主任アルブレヒト・ダウバーは、2度の発掘期を設けて、さらに42の墓を発見し、遺体の他に武具や装身具、その他の物品を発掘した。考古学者ウルズラ・コッホは、この古代墓所の利用開始時期を西暦590年から610年の間と推定している。そして、この墓所は約70年間利用されていた。情報、写真、記録や出土品（レプリカ）は、バーゲンの地区博物館で見ることができる。

### フリンスバッハ
フリンスバッハの存在は、1365年に初めて歴史上確認される。1380年から1803年までこの集落はプファルツ選帝侯領であった。領主権は初め分割されていたが、1770年頃にこれをヘルムシュタット家に一本化した。その後フリンスバッハはバーデン大公領となった。

### 町村合併
- 1970年: フリンスバッハがヘルムシュタットに
- 1975年1月1日: ヘルムシュタットとバーゲンが合併

## 行政

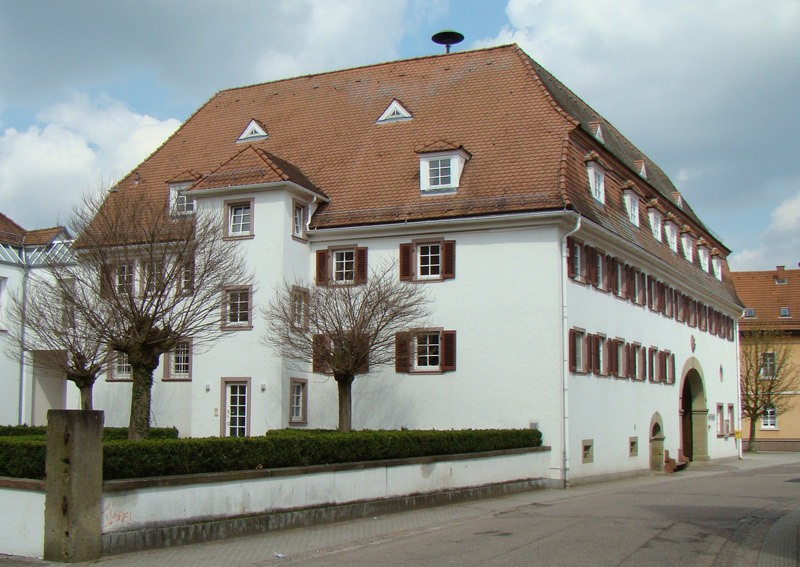
町役場

### 議会
議会の定員は14議席。議員の任期は5年である。

### 紋章
図柄: 赤地に、銀のシュパンゲンヘルム（首の根元まであるフルフェイスの兜）。隙間から赤い裏地が見える。金の首飾りと金の縁取りが付いている。
この紋章は1748年のヘルムシュタットの印章に由来する。兜 (Helm) のデザインは、村の名前に由来したものであろう。1901年に州文書局から配色が提案され、町はこれを受け容れた。ヘルムシュタット＝バーゲンは1978年7月20日にこの紋章を引き続き用いることを決め、改めてライン＝ネッカー郡当局の承認を得た。
旗は、白 - 赤であり、1978年に認可を得ている。

## 文化と見所

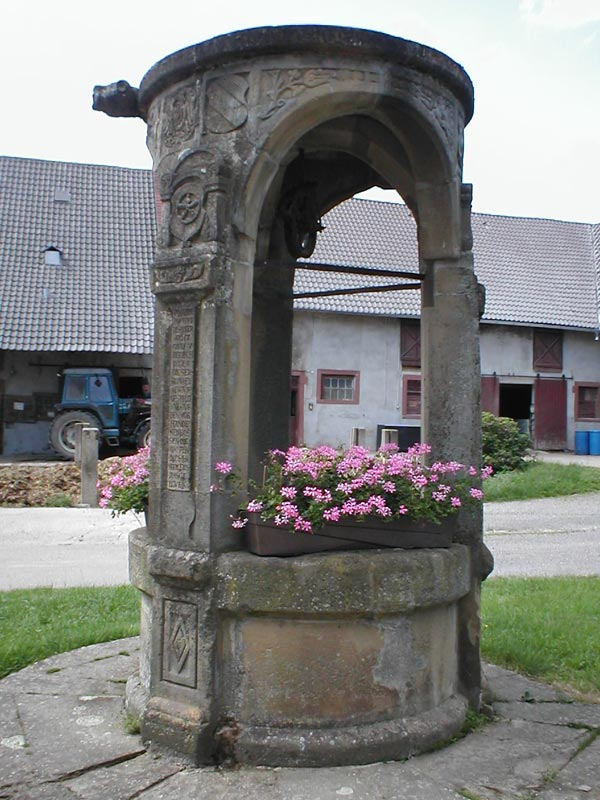
このルネサンス様式のつるべ井戸はヘルムシュタットを象徴する文化財である

### ヘルムシュタット
ヘルムシュタットの旧城館は、かつて水城であった。現在はその一部が遺るのみである。この城は1694年に破壊され、その古い基礎の上に農場関連の建物が建設された。1900年頃まではオフィスとして使われていた。建立者であるベルリヒンゲン家を示す碑板や紋章が遺されている。中庭の真ん中に1900年頃に再建されたルネサンス様式のつるべ井戸がある。
ヘルムシュタット地区の中心部に位置する旧村役場は、その玄関上に大きく古い村の紋章を掲げている。隣接する古い農場の建物は近代化され、拡張され、やがて町役場として用いられるようになった。町役場の向かい側には、1865年に復興されたプロテスタント教会がある。その横には1870年から71年の戦争記念碑が建っている。地区中心部の建築アンサンブルにはさらに1779年建造のバロック建築が含まれる。この建物は2006年に改修され、薬局として利用されている。ヘルムシュタットには、この他に17世紀の見事な木組み建築が保存されている。台座の上に立つライオンの石像は、1939年から1945年の捕虜記念碑となっている。カトリック教会は、戦後に建てられた近代的な機能建築で集落の外れに位置している。その下方連邦道B292号線に面して旧学校校舎が建っている。

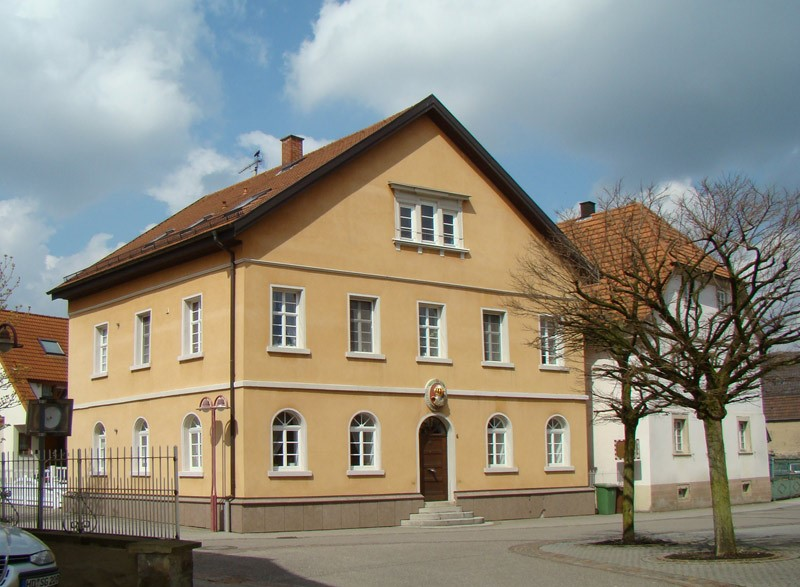
旧村役場
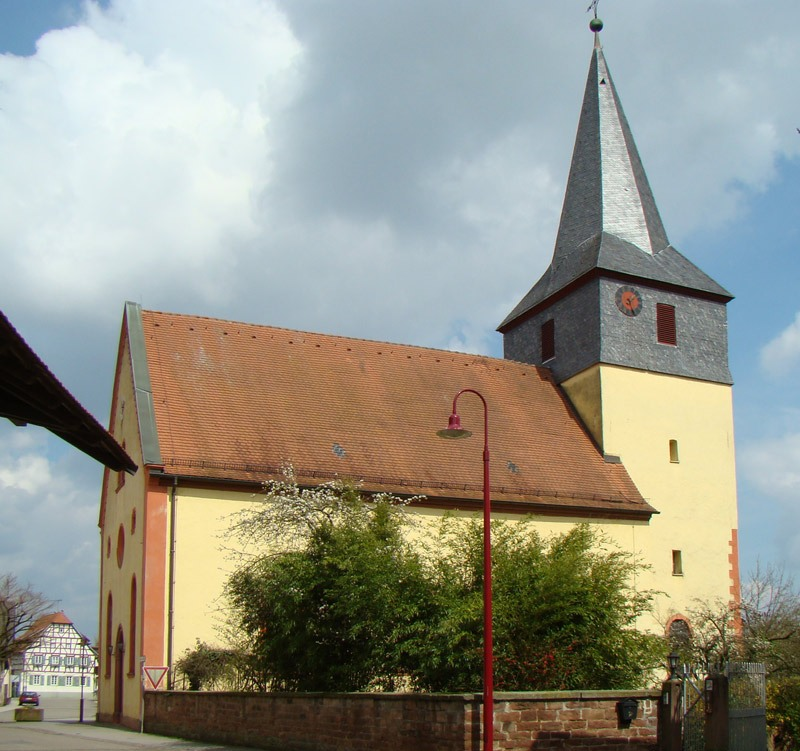
プロテスタント教会
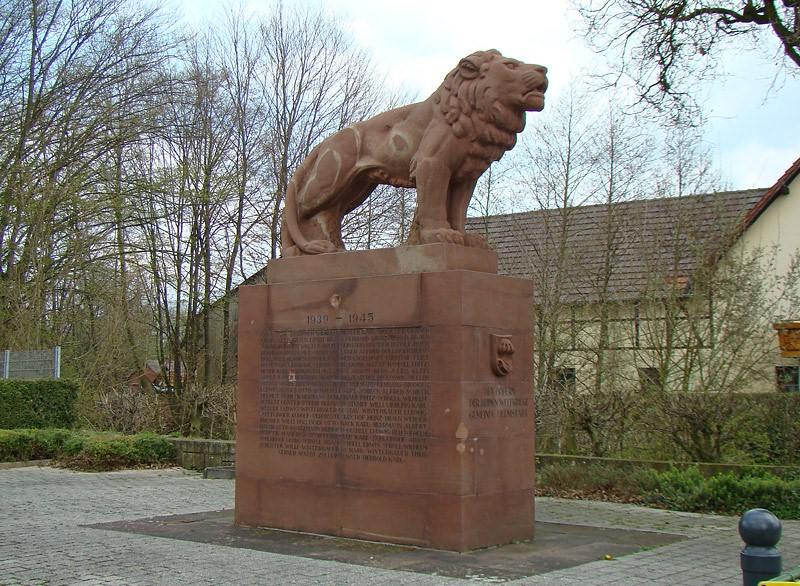
捕虜記念碑
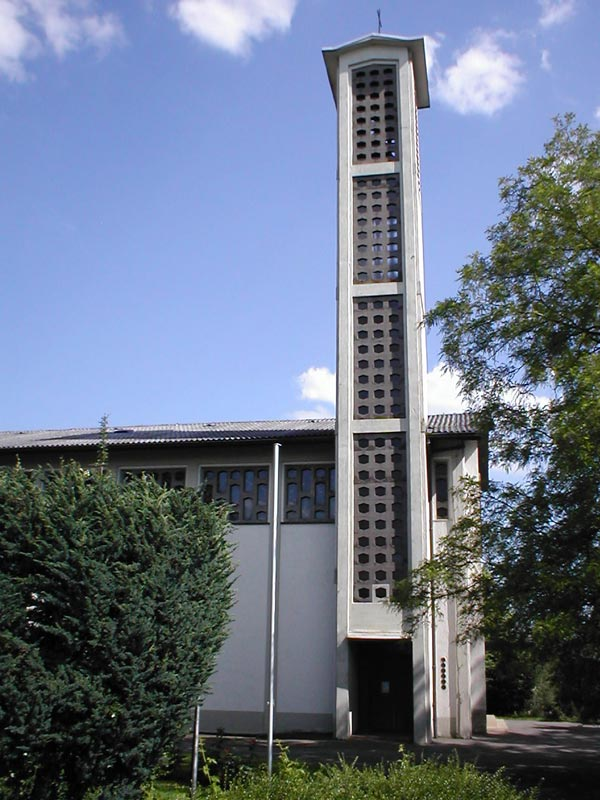
カトリック教会

### バーゲン
- プロテスタント教会: 1800年建造
- カトリック教会: 1904年建造
- 歴史的な旅館「シュテルン」
- 基礎課程学校内にある、地区博物館

- プロテスタント教会
- カトリック教会
- 1841年建造の旧村役場
- 旅館「シュテルン」
- 村の泉

### フリンスバッハ
- フリンスバッハの歴史的中心部には、プロテスタント教会、旧村役場や古い旅館、農場建築が建ち並んでいる。
- フリンスバッハ城趾

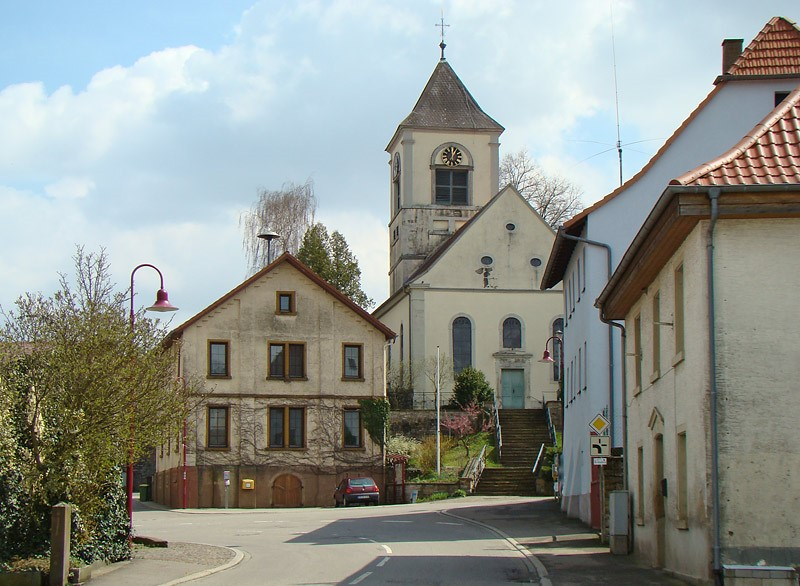
フリンスバッハ中心部
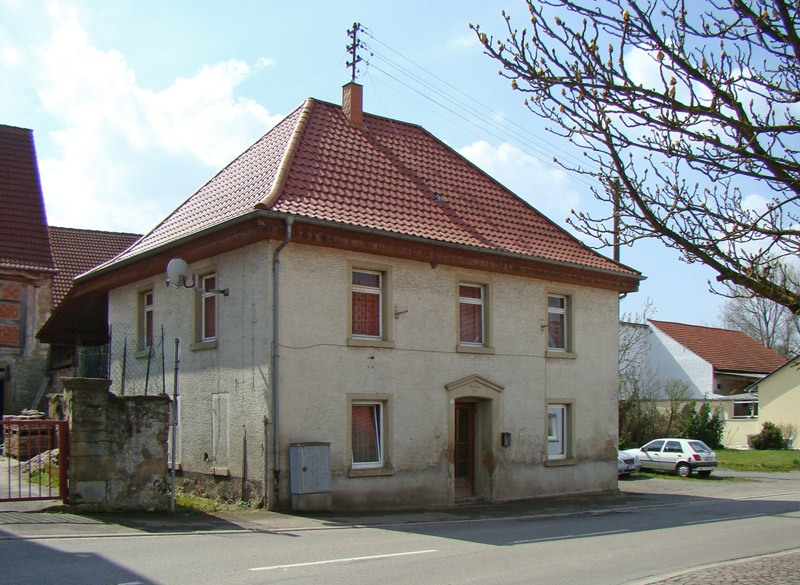
旧村役場
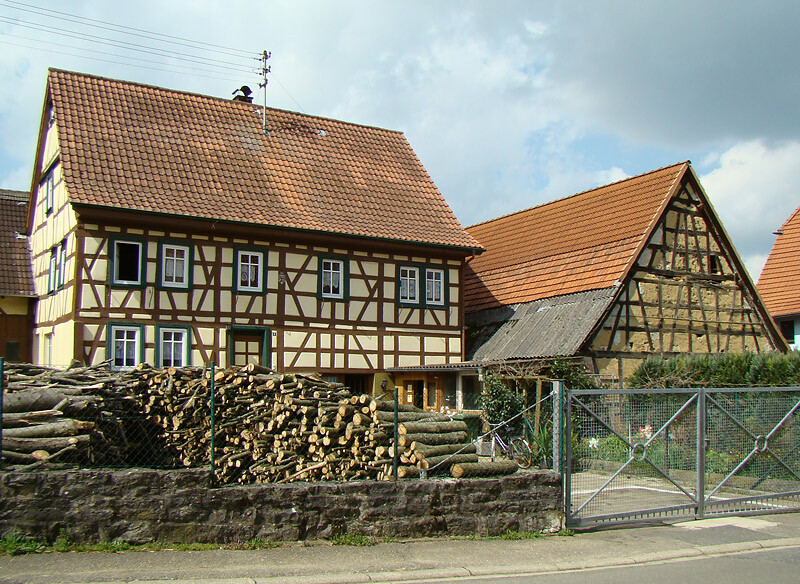
地区に遺る木組み建築
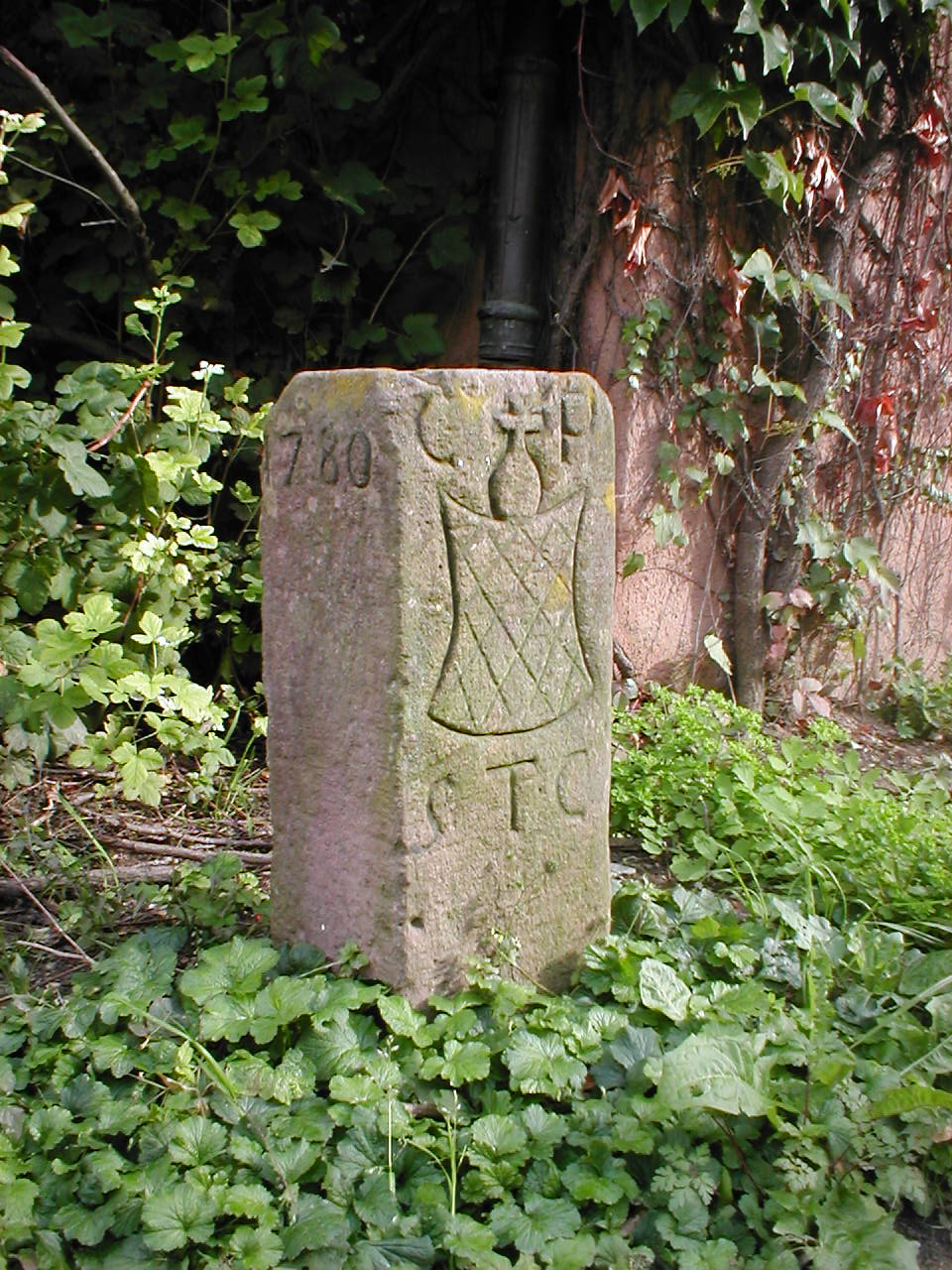
1780年の標識石

### スポーツ
最大のスポーツクラブTSVヘルムシュタット1912は、875人の会員がおり、サッカー、ワンデリング、エアロビクス、バドミントン、体操競技、ノルディックウォーキングといった種目を楽しんでいる。バーゲンでは、SVフォルツナ・バーゲンというサッカークラブが組織されている。フリンスバッハにはTCフリンスバッハというテニスクラブがある。新しいスポーツクラブVSGヘルムシュタットにはバレーボールチームもある。

### 年中行事
毎年、8月第3週の半ばに、ヘルムシュタット・ザウアークラウト市が開催される。カーニバルの期間もヘルムシュタット＝バーゲンでは催し物が行われる。シュモッツィゲン・ドンナースターク（「脂の木曜日」）には、ヘルムシュタット・シュヴァルツバッハ・ハレの集合地点に、周辺地域全土から1000人以上の参加者が集まる。バーゲンには、カーニバル・クラブ（カーネファル・クラブ・バーゲン、CCB）も存在する。バーゲンの学校体育館での宴には、毎年住民達が「In Barge, die Arge, hellau（バーゲンで、悪事だ、イェイ）」と唱えながら集まってくる。数年前からは、ヘルムシュタットの町役場の中庭でクリスマス市も開かれるようになった。

## 経済と社会資本

### 交通

#### 道路交通
この町を通る最も重要な道路は、ヘルムシュタットの西を通る連邦道B292号線である。ローベンフェルト（ロプバッハの地区）からハスマースハイムに至る州道L530号線が町の中を走っている。

#### 公共交通機関
ヘルムシュタットはシュヴァルツバッハタール鉄道（メッケスハイム - アグラスターハウゼン）沿いに位置している。この路線全線は、エルゼンツタール鉄道やシュタインスフルト＝エッピンゲン線とともに2009年までに電化され、ラインネッカーSバーン網に組み込まれる予定になっている。これが開通すると、ハイデルベルクやマンハイムに乗り換えなしで行くことができるようになる。
BRN、SWEG、HOFFMANN Reisenの多くのバス路線が、ヘルムシュタット＝バーゲンと近隣町村およびジンスハイムやバート・ラッペナウを結んでいる。

### 地元企業
- Metallwerke Helmstadt (MWH): 庭園用家具製造
- MRS Greiferbau: モーター式、水圧可動式工具の製造・修理
- DAS-WS Bender: 印刷物、インターネット、乗り物広告

### メディア
ヘルムシュタット＝バーゲンで最も読まれている新聞は、ハイデルベルクに本社を置く Rhein-Neckar-Zeitung である。Heilbronner Stimme や、その他の日刊紙もヘルムシュタット＝バーゲンで購読できる。ヘルムシュタット＝バーゲンは、ヴァイプシュタット自治体行政連合の構成メンバーであり、週刊の広報紙が提供される。

## 引用
1. ↑  Statistisches Landesamt Baden-Württemberg – Bevölkerung nach Nationalität und Geschlecht am 31. Dezember 2023 (CSV-Datei)